# Tury (obwód brzeski)
Tury (biał. Туры; ros. Туры) – wieś na Białorusi, w obwodzie brzeskim, w rejonie stolińskim, w sielsowiecie Choromsk, nad Horyniem i przy granicy Rezerwatu Krajobrazowego Środkowa Prypeć.
Znajduje się tu parafialna cerkiew prawosławna pw. Świętej Trójcy.

## Historia
W dwudziestoleciu międzywojennym leżały w Polsce, w województwie poleskim, w powiecie stolińskim, w gminie Chorsk. Po II wojnie światowej w granicach Związku Sowieckiego. Od 1991 w niepodległej Białorusi.